# Acraea nandensis
Acraea nandensis är en fjärilsart som beskrevs av Sharpe 1899. Acraea nandensis ingår i släktet Acraea och familjen praktfjärilar. Inga underarter finns listade i Catalogue of Life.